# Bhor

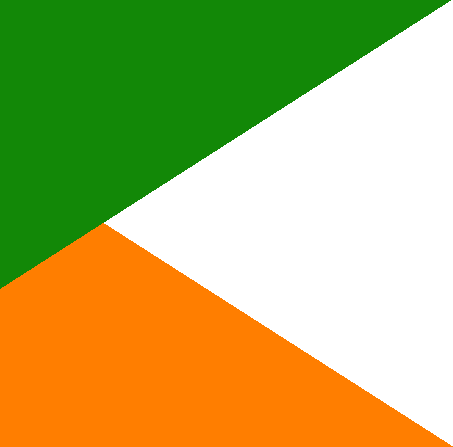
bandera de Bhor: els colors son verd sobre safrà

Bhor fou un estat tributari protegit de l'Índia a l'Agència de Satara, i després de l'Agència de Poona, i finalment de l'Agència del Dècan (sempre a la presidència de Bombai), amb una superfície de 3862 km² (1881) o 2.357 km² (1901) i una població de 145.892 habitants el 1881 (468 pobles), 155.669 el 1891 i 137.268 el 1901, en una ciutat Bhor (4.178 habitants el 1901), el municipi de Shirwal (amb unes coves budistes) i 483 pobles el 1901.

## Geografia
Des de les muntanyes Mahadeo al districte de Satara, l'estat anava al nord-oest cap als Ghats Occidentals, al sud-oest de Poona i a l'est de Kolaba en una profunditat de 55 km al sud i 25 al nord; a la zona dels Ghats corrien els rius Mutha al nord i el Nira al sud, i a les muntanyes el Amba corria al sud-oest.

## Govern
La família reial arranca d'una concessió en feu del raja de Satara Raja Ram al braman Shankraji Narayan, jagirdar pant sachiv, el 1697. Els successius rages van portar el títol de jagirdar, de pandit i de pant sachiv. El seu exèrcit era de 535 homes. El tribut a pagar era de 527 lliures (10000 rúpies el 1901). El protectorat britànic es va establir el 1820 i va esdevenir feudatari quan Satara va ser annexionat pel lapse el 1849. Fin el 1887 va estar governat dins l'agència de Satara i després fou traslladat a l'agència de Poona El sobirà tenia dret a salutació de 9 canonades (des de 1903) per la seva lleialtat i bon govern. El 1896, 1897, 1899 i 1900 va patir de greus fams alguna acompanyada de plagues. El 1905 tenia 125 policies.

## Capital
La capital era Bhor, avui un municipi del districte de Pune a Maharashtra, Índia a 18° 10′ 0″ N, 73° 51′ 0″ E / 18.16667°N,73.85000°E amb 17.882 habitants el 2001.

## Llista de sobirans
- Pant sachiv Chimnajirao ?–1827
- Pant sachiv Raghunathrao Chimnajirao 1827–1837
- Pant sachiv Chimnajirao Raghunathrao 1837–1871 (+ 12 de febrer de 1871)
- Pant sachiv Shankarrao Chimnajirao 1871–1922 (+juliol de 1922)
- Raja Shrimant Sir Raghunathrao Shankarrao Bhausaheb Pandit Pantsachiv (fill) (1922–1951)